# Депортес Наваль
«Депортес Наваль» (исп. Club de Deportes Naval de Talcahuano) — чилийский футбольный клуб из города Талькауано. В настоящий момент он выступает во Втором дивизионе Чили, третьем по силе дивизионе страны.

## История
Клуб был основан 24 августа 1972 года под названием Клуб де Депортес Лос-Наутикос (исп. Club de Deportes Los Náuticos), которое он изменил в 1992 году на Депортес Талькауано (исп. Deportes Talcahuano). С 2004 года команда носит своё нынешнее название.
«Депортес Наваль» играет свои домашние матчи на стадионе Эль-Морро в Талькауано, вмещающем 7 152 зрителя.

## Достижения
- Терсера Дивисьон: 2

1999, 2008